# Briarcliff (Arkansas)
Briarcliff es una ciudad ubicada en el condado de Baxter en el estado estadounidense de Arkansas. En el Censo de 2010 tenía una población de 236 habitantes y una densidad poblacional de 44,56 personas por km².

## Geografía
Briarcliff se encuentra ubicada en las coordenadas 36°16′19″N 92°16′55″O / 36.27194, -92.28194. Según la Oficina del Censo de los Estados Unidos, Briarcliff tiene una superficie total de 5.3 km², de la cual 5.3 km² corresponden a tierra firme y (0%) 0 km² es agua.

## Demografía
Según el censo de 2010, había 236 personas residiendo en Briarcliff. La densidad de población era de 44,56 hab./km². De los 236 habitantes, Briarcliff estaba compuesto por el 100% blancos, el 0% eran afroamericanos, el 0% eran amerindios, el 0% eran asiáticos, el 0% eran isleños del Pacífico, el 0% eran de otras razas y el 0% pertenecían a dos o más razas. Del total de la población el 0% eran hispanos o latinos de cualquier raza.